# Francine (luchadora)
Francine Meeks, nacida como Francine Fournier y más conocida por su nombre artístico Francine (Filadelfia, Pensilvania; 19 de febrero de 1972), es una luchadora profesional y valet semirretirada estadounidense. Es más conocida por sus apariciones en Extreme Championship Wrestling de 1995 a 2001 y en World Wrestling Entertainment en 2005 y 2006. Durante su estancia en ECW, Francine dirigió a varios de los principales luchadores de la promoción.

## Primeros años
Natural de Filadelfia (Pensilvania), donde nació en febrero de 1972, donde asistió a la West Catholic Preparatory High School, en el oeste de Filadelfia. Se convirtió en una fanática de la lucha libre profesional en su adolescencia, asistiendo a eventos en The Spectrum.
Mientras trabajaba en una compañía de seguros de vida en 1993, Francine vio un anuncio de televisión de "House of Hardcore", la escuela de lucha libre profesional dirigida por Extreme Championship Wrestling, en SportsChannel Philadelphia y decidió inscribirse, ya que "no quería estar atrapada detrás de un escritorio".

## Carrera profesional

### Extreme Championship Wrestling (1994–2001)
Francine se entrenó con J.T. Smith en House of Hardcore. Durante su entrenamiento hizo un puñado de apariciones en el circuito independiente. Después de siete meses, comenzó a aparecer en los house shows de Extreme Championship Wrestling (ECW). Francine hizo su primera aparición en la firma en el año 1994 bajo el nombre de Miss Montgomeryville, interpretando a una ganadora de un concurso de belleza que actuaba como cronometradora invitada hasta que fue asfixiada por el 911. Al principio de su carrera en ECW, Francine fue contactada por la World Wrestling Federation para unirse a la promoción como "Sister Love", una valet de Brother Love.
En el verano de 1995, Francine debutó en ECW en Barbed Wire, Hoodies & Chokeslams como una devota fan de Stevie Richards y más tarde se convirtió en su representante y novia en pantalla. Esta rivalidad llevó a varias peleas entre las mujeres, incluyendo un combate en el que Richards se volvió contra Francine debido a la influencia de Raven y Beulah ganó el combate.

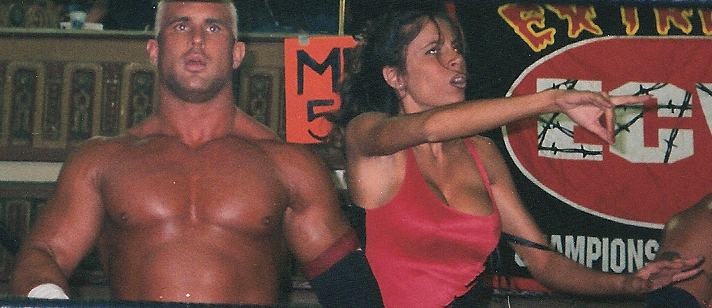
Francine junto a Chris Candido en Extreme Championship Wrestling in 1998.

Francine se alió entonces con el tag team The Pitbulls, que había abandonado Raven's Nest, adoptando un personaje de dominatrix vestida de cuero para encajar con el gimmick de las Pitbulls. Llevó al equipo a una victoria sobre Richards y Raven por el ECW Tag Team Championships el 16 de septiembre de 1995. En Cyberslam '96 Francine las Pitbulls derrotaron a The Eliminators y a Richards en un combate con collar de perro cuando Francine inmovilizó a Richards después de que éste fuera superbombardeado por las Pitbulls. También llevó al tag team a ganar el ECW Television Championship de Shane Douglas en Fight the Power en junio de 1996 después de que Douglas la insultara y le diera un suplex panza a panza.
El 13 de julio de 1996, en ECW Heat Wave, Francine se volvió contra The Pitbulls y se convirtió en la representante de Shane Douglas. Los Pitbulls se vengaron de ella haciéndola pasar por una mesa. Francine dirigió a Douglas desde 1996 hasta su salida de la promoción en 1999. Conocida como su "Head" Cheerleader, le ayudó en dos ocasiones a convertirse en Campeón Mundial de Peso Pesado de ECW. Durante este tiempo, también se la podía encontrar ocasionalmente en el ring apoyando a los compañeros de The Triple Threat de Douglas, Chris Candido y Bam Bam Bigelow. Sin embargo, Bigelow se rompió legítimamente el hueso de la pelvis al realizarle un press slam. En noviembre de 1997, estuvo al lado de Douglas cuando éste derrotó a Bigelow por el Campeonato Mundial. Siguió siendo la mánager de Douglas hasta que éste dejó ECW en 1999.
En 1999, Francine comenzó a dirigir a Tommy Dreamer. A mediados de 1999, Francine se enfrentó a Steve Corino, a quien derrotó en múltiples combates individuales. Su asociación con Dreamer duró hasta marzo de 2000, cuando dejó a Dreamer después de que éste le aplicara accidentalmente un DDT mientras estaba temporalmente ciego, alineándose con Raven.
El 22 de abril de 2000 en CyberSlam, Dreamer derrotó a Taz para ganar el Campeonato Mundial de Peso Pesado de ECW. Tras el combate, Francine y Raven se acercaron a ringside para felicitarle. Mientras Dreamer celebraba con Raven, Justin Credible y Jason Knight los atacaron, lo que dio lugar a un combate improvisado por el campeonato entre Dreamer y Credible. El combate terminó cuando Francine se alineó con Credible al golpear a Dreamer, lo que permitió a Credible inmovilizarlo para conseguir el Campeonato Mundial de Peso Pesado de la ECW.

### NWA Total Nonstop Action (2002)
El 26 de junio de 2002, Francine participó en una battle royal en ropa interior de la NWA Total Nonstop Action (NWA TNA) por la corona de Miss TNA. En el primer PPV semanal de TNA, Francine y Elektra tuvieron una discusión en el ring, lo que llevó a Elektra a nombrar a Francine como la razón de la quiebra de ECW. En el combate, Francine fue eliminada por Elektra, Shannon y Miss Joni. Ella estaba molesta por haber perdido, así que comenzó a azotar a Ed Ferrara con su propio cinturón. Francine entonces volvió al ring y comenzó a azotar a Taylor Vaughn con el cinturón de Ferrara después de ganar el partido.
A la semana siguiente las dos mujeres tuvieron un combate entre ellas. Francine sacó una correa de cuero de su bota y comenzó a azotar y estrangular a Taylor con ella. El árbitro Scott Armstrong la agarró y se la quitó, pero Taylor se la arrebató y procedió a azotar y estrangular a Francine con ella. Armstrong trató de detenerla, pero Taylor lo golpeó también, provocando su descalificación. El comentarista Ed Ferrara subió al ring para ayudar a Francine, diciéndole que era la ganadora. Francine entonces puso la mano de Ferrara en su pecho y lo abofeteó por tocarlo, luego lo azotó con la correa de cuero.
Dos semanas después Francine atacó a Jasmin St. Claire mientras era entrevistada por Goldy Locks. Las dos tuvieron un combate más tarde esa noche que acabó con ambas mujeres desnudas hasta la ropa interior. Terminó con una descalificación tras la interferencia de The Blue Meanie y Francine fue llevada en camilla.

### Circuito independiente (2002–2006)
Apareció en la Major League Wrestling en 2003 como mánager de Michael Shane y posteriormente participó en las promociones Women's Extreme Wrestling y Hottest Ladies of Wrestling. En 2003, también apareció en Delaware Championship Wrestling, donde se enfrentó a Talia Madison y Noel Harlow. En 2004 Delaware Championship Wrestling cambió su nombre por el de Dynamite Championship Wrestling.
El 10 de junio de 2005 Francine apareció en el show de reunión de ECW Hardcore Homecoming, donde actuó como valet de Shane Douglas.

### World Wrestling Entertainment (2005-2006)

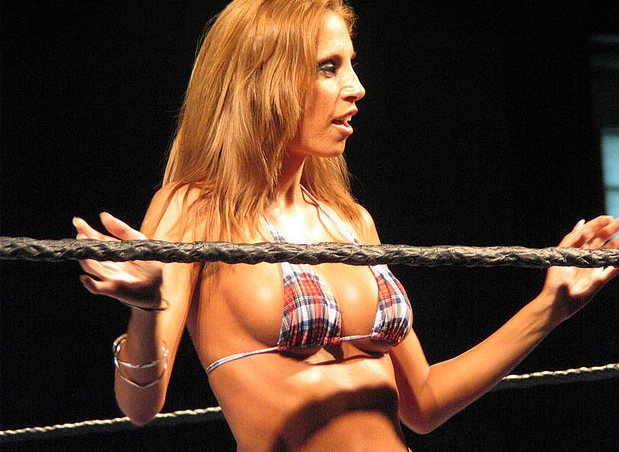
Francine en un evento de la WWE en 2006.

El 12 de junio, apareció en la reunión de pago ECW One Night Stand producida por World Wrestling Entertainment (WWE), interfiriendo en el evento principal de Tommy Dreamer y The Sandman contra The Dudley Boyz. Después de dar una patada a Dreamer en la entrepierna, Francine fue atacada por la mujer de Dreamer y antigua valet, Beulah McGillicutty. El 19 de junio, Francine se disculpó ante sus fanes a través de su página web por no haber revelado que iba a aparecer en One Night Stand, afirmando que la WWE le había pedido que su aparición fuera una sorpresa.
Francine firmó entonces un contrato para aparecer en la recién creada marca Extreme Championship Wrestling. Hizo sus primeras apariciones con la promoción en espectáculos internos, normalmente compitiendo en concursos de bikinis con Kelly Kelly. Francine comenzó a actuar como valet de su compañero "original de ECW" Balls Mahoney en su disputa con Kevin Thorn para igualar las probabilidades contra él y Ariel, el valet de Thorn. Francine hizo su regreso a la televisión en el episodio del 19 de septiembre de 2006 de ECW en Sci Fi. En el programa de la semana siguiente, hizo su debut en el ring cuando luchó contra Ariel hasta un empate en una "Extreme Catfight". Fue liberada de su contrato con la WWE el 12 de octubre de 2006.

### Semiretiro (2006–presente)
Tras su salida de la WWE, Francine anunció su inminente retirada de la lucha libre profesional el 9 de noviembre de 2006. También hizo apariciones con Women's Extreme Wrestling (WEW) e hizo frecuentes apariciones en firmas de autógrafos. En la WEW, dirigió a Amber O'Neal.
El 27 de junio de 2009, Francine celebró un espectáculo de reunión de ECW titulado Legends of the Arena, cuyos beneficios se donaron a la Sociedad Estadounidense contra el Cáncer. El 8 de agosto de 2010, Francine apareció a través de un vídeo pregrabado en el espectáculo de reunión de ECW de Total Nonstop Action Wrestling, Hardcore Justice. El 28 de julio de 2021, Francine apareció en un segmento de backstage en Impact Wrestling a través de una videollamada con Brian Myers.